# 非洲大蝸牛
非洲大蝸牛，又稱褐云玛瑙螺，為陸生的腹足纲软体动物，是一種大型的蝸牛。俗名菜螺、露螺。非洲大蝸牛可能攜帶有广东住血线虫。

## 特征
成體殼長一般為7-8公分，最大則可長到超過20公分。
壳略呈纺锤形，高约8厘米，质稍厚；螺层约六、七层，螺旋纹与生长纹相交错，体螺层大，螺旋纹不明显；壳面白或黄色，有红棕色条纹或焦褐色云状花纹；无厣，遇到干燥或冬眠时分泌乳白色粘液膜以封闭壳口。
|  |  |  |

## 分佈
原產地為非洲東部，但目前已經廣泛分佈於亞洲、太平洋、印度洋和美洲等地的濕熱地區。分布于桑给巴尔、毛里求斯、马达加斯加、塞舌尔、印度、斯里兰卡、越南、柬埔寨、老挝、新加坡、马来西亚、泰国、菲律宾、印度尼西亚、臺湾、澳门、香港、日本以及中国大陆的福建、广东、广西、云南、海南等地。

### 台灣
臺灣日治時期1932年（或作1933年）由臺北帝國大學日籍教授下條久馬一以食用因素擅自從新加坡將非洲大蝸牛引入臺灣。但因為缺乏計畫且繁殖力強而供過於求。
臺灣全境均可發現其蹤跡，現已執行分佈普查之資料點，計有：新北市平溪區、屏東縣恆春半島、屏東縣好茶瑪家、花蓮縣玉里鎮、南投縣草屯鎮、南投縣埔里鎮、新北市板橋區、新北市新店區、南投市、嘉義縣阿里山、屏東縣來義、恆春半島內文地區、屏東縣恆春半島、屏東縣滿州鄉及花蓮縣太魯閣等地。台灣菜「炒螺肉」即是取食該物種，但蝸牛肉須完全熟食，各種料理方式無論是快炒或烹煮，起碼要以攝氏七十度以上及二、三分鐘以上的料理後，才可安心食用，否則可能因生食感染廣東住血線蟲，造成嗜伊紅性腦膜炎而危及生命 。

## 习性
夜行性，喜好潮濕的環境。生活环境为陆地，主要栖息于菜地、农田、果园、公园、橡胶园里、杂草丛生、树木葱郁、农作物繁茂阴暗潮湿的环境以及腐殖质的土壤里、枯草堆、洞穴中以及树枝落叶和石块下。
非洲大蝸牛每當夏天或沒雨水時，會躲在陰涼處，並在殼口上生成一層白膜，只留一個小孔來呼吸，再將螺肉縮入殼內以防脫水，等到環境轉好後再出來。

### 食性
主要以蔬菜、花卉等農作物為食，但當食物困乏時，亦有同類相食的現象發生。因此在大部份的地區都被視為入侵物種。國際自然保護聯盟物種存續委員會的入侵物種專家小組（ISSG）列為世界百大外來入侵種。

### 繁殖
非洲大蝸牛一年約生產5-6次，一次平均約生產100個卵。

### 生活史
約4個月就能長為成體，但長為成體後仍會緩慢成長。在飼養環境下，壽命約5-6年；但最久可能可到10年。
|  |  |  |

## 另見
- 福壽螺
- 虎紋非洲大蝸牛

## 外部連結
- 維基物種上的相關：非洲大蝸牛
- 寄生蟲學-Nematoda(線蟲)-Angiostrongylus cantonensis(廣東住血線蟲) （页面存档备份，存于）